# 万能薬
万能薬（ばんのうやく、英: panacea、独: Panazee, Allheilmittel）とは、全ての、あるいは非常に広い範囲の病気や怪我に効果があると称される薬のこと。主に宣伝・広告の都合上の概念、また神話的・仮想的概念として用いられる。

## 概要
万能薬は、その語義上は「何にでも効く薬」ではあるが、21世紀初頭の現代における薬学は、そのような薬の存在には否定的である。病気一般を取ってみても、様々な要因によって発生しており、その中には相反しあう理由で発生しているものも少なくないからである。
ただし「万能薬」という概念は、古くから人々は夢見る傾向があり、健康を求める人々の夢でもあり、医療従事者の夢でもある。

## 医療と万能薬
医療の世界で万能薬のようなものを求めることは古代から行われてきた。「滋養強壮薬」とされるもの（たとえばアダプトゲンなど）の中には、万能薬的に扱われてきた面があるものもある。
近代や現代の医師や医療従事者も、万能薬を期待してきた。もしも万能薬があれば、診察や診断を重ねる作業を省略できる。診断という行為は、その数分の1は失敗つまり誤診であり、決してたやすい行為ではない。医療関係者は（患者の前でそんなことを語りはしないが）自分たちが行う診断は実はしばしば不確かなものだと知っており、時間と神経を使うので、もしも診断という行為をせず、機械的に処方できるなら万能薬があったら便利で気が楽だ、とつい考えてしまう。
例えば、20世紀に第二次世界大戦が起きていた当時、抗生物質の一つであるペニシリンは大量生産され、医療関係者はそれを「magic bullet 魔法の弾丸」ともてはやした。この「魔法の弾丸」という言葉は「万能薬」とほぼ同じニュアンスで用いられている。第二次世界大戦時に欧米で一番問題になっていたことは、兵士たちが戦場で負傷し数十万人単位で戦死してしまうことだったので、ともかく死亡させないことが肝心だと考えられ、死なせなければ問題がほとんど解決したかのように考えられていたのである。　
ペニシリンを処方すれば、破傷風などはたちまち治ったので、それこそ医学校を卒業したばかりの未熟で、経験不足の医師ですらとりあえず成果が出せ、医療関係者の自信を支えた。医師の間にある種の万能感のようななものさえ生まれ、「20世紀中に全ての疾患を撲滅できるだろう」などという発言を、まことしやかに語る医師・医学研究者も多かったという。
この抗生物質に対する医療関係者の依存状態は、戦後にペニシリン以外にも様々な抗生物質が供給されるようになってさらに拡大、様々な治療に利用されるようになった。
抗生物質は細菌が体内に入りこんだ場合は効果はあるが、戦争が終わり平和となると、抗生物質の効果が出やすい外傷患者の割合が激減する。
そこで全患者の統計をとると、抗生物質では解決できない疾患のほうが大部分を占め、結局、やはり解決できないことのほうが多い、と医療関係者も気付かされた。こうして「万能感」は徐々に失われたわけだが、それでも抗生物質は何かと頼りになる薬、「頼みの綱」的な存在であった。だがさらに時が経ち、抗生物質も効かない菌まで発見された時には、医療関係者の間に大きな衝撃が走り、恐怖を感じる者も多かったという。
また、全ての感染症に適用可能な抗生物質などというものは無いわけで、その各々の抗生物質に得手不得手があるだけではなく、疾病の原因でもなんでもないどころか健康維持に役立っていることもある常在菌まで根こそぎにしてしまうという大問題を含んでいるほか、抗生物質の投与によってアレルギーやアナフィラキシー・ショック（「ペニシリン・ショック」など）などの深刻な副作用を引き起こしてしまった。また、（単一ではないにしても）抗生物質のどれかは効くだろうと考えていた医療関係者は、抗生物質の過度の使用が耐性菌を多数出現させ、どの抗生物質も効かない、という深刻な事態を引き起こしてしまったのである。

## 大衆と万能薬
大衆薬にも万能薬として開発されたり宣伝されたものが数多くある。

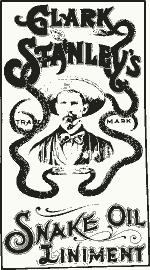
19世紀米国で売られていた「Clark Stanleyのスネークオイル（蛇油）」。
パテントを取得し、万能薬との宣伝で売られていた。

19世紀のアメリカ合衆国では万能薬が乱立した。あのコカ・コーラも、当初は薬効が謳われたのであり、同国で万能薬が流行している中での副産物であった。
日本では、例えば戦前から虫刺されなどの外用消炎薬としてロングセラーとなっている金冠堂のキンカンも、当初はそのような万能薬的外用薬として開発されたものであった。正露丸も、様々に適用できるという効能を謳った面があった。
酒類は「百薬の長」と呼ばれ、適量飲んで笑って過ごすことはストレスを減じ、心身への好影響などがあるとされ、一般の人々が肯定するだけでなく、医師の中にも強くは否定せず、適量ならば飲むことは奨めていることも多い。ごく少量ならば健康全般に良いという意味では「万能性がある」と呼べるかも知れない（もっとも酒類も飲みすぎればアルコール使用障害の問題を引き起こすので、あくまで適量を守ることが肝心、と言えるだろう）。